# Premio Nacional de Poesía (España)
El Premio Nacional de Literatura en la modalidad de Poesía es un premio literario de larga trayectoria que otorga anualmente el Ministerio de Cultura de España.
Su antecedente se encuentra en el Concurso Nacional de Literatura en la modalidad de Poesía creado por Real Orden del Ministerio de Instrucción Pública y Bellas Artes de 27 de septiembre de 1922 (Gaceta de Madrid 273, de 30 de septiembre), que siguió convocándose hasta 1931.
Premia a la mejor obra de poesía escrita por un autor español, en cualquiera de las lenguas españolas. Las obras son propuestas por un jurado de expertos y deben ser primeras ediciones publicadas en España en el año anterior al de convocatoria. Está dotado con 20.000 euros.

## Galardonados

### 1.ª época del galardón: Concurso Nacional de Literatura en la modalidad de Poesía
| Año  | Ganador/a                | Obra                                        | Ref   |
| ---- | ------------------------ | ------------------------------------------- | ----- |
| 1925 | Rafael Alberti           | Marinero en tierra                          |       |
| 1924 | Gerardo Diego            | Versos humanos                              |       |
| 1927 | Dámaso Alonso            | El viento y el verso                        |       |
| 1933 | Adriano del Valle        | Mundo sin tranvías                          |       |
| 1934 | Vicente Aleixandre       | La destrucción o el amor                    |       |
| 1937 | Antonio Sánchez Barbudo  | Entre dos fuegos                            |       |
| 1938 | Emilio Prados            | Destino fiel                                |       |
| 1949 | Leopoldo Panero          | Escrito a cada instante                     |       |
| 1950 | José María Valverde      | La espera                                   |       |
| 1951 | José García Nieto        | Tregua                                      |       |
| 1951 | Alfonsa de la Torre      | Oratorio de San Bernardino                  | [ 1 ] |
| 1952 | Dionisio Ridruejo        | En once años. Poesías completas de juventud |       |
| 1953 | Luis Rosales             | Rimas                                       |       |
| 1954 | José Hierro              | Antología                                   |       |
| 1955 | Jorge Campos             | Tiempo Pasado                               |       |
| 1957 | José García Nieto        | Geografía es amor                           |       |
| 1959 | Rafael Laffón            | Rama ingrata                                |       |
| 1960 | José Luis Prado Nogueira | Miserere en la tumba de R. N.               |       |
| 1962 | Manuel Alcántara         | Ciudad de entonces                          |       |
| 1963 | Eladio Cabañero          | Marisa Sabia y otros poemas                 |       |
| 1965 | Alfonso Canales          | Aminadab                                    |       |
| 1966 | Pere Gimferrer           | Arde el mar                                 |       |
| 1967 | Carmen Conde             | Obra poética                                |       |
| 1968 | Diego Jesús Jiménez      | Coro de ánimas                              |       |
| 1970 | Carlos Murciano          | Este claro silencio                         |       |
| 1971 | Francisco Garfias López  | La Duda                                     |       |
| 1972 | Manuel Ríos Ruiz         | El Oboe                                     |       |
| 1973 | Ángel García López       | Elegía en Astaroth                          |       |

### 2º época del galardón: Premio Nacional de Poesía
- 1977 – Miguel Fernández, por Eros y Anteros
- 1978 – Félix Grande, por Las rubáiyatas de Horacio Martín
- 1979 – Leopoldo de Luis, por Igual que guantes grises
- 1980 – Carlos Sahagún, por Primer y último oficio
- 1981 – Vicente Gaos, por Última Thule
- 1982 – Antonio Colinas, por Poesía, 1967–1981
- 1983 – Claudio Rodríguez, por Desde mis poemas
- 1984 – No se otorgó en esta edición
- 1985 – Joan Vinyoli, por Passeig d'aniversari
- 1986 – No se otorgó en esta modalidad
- 1987 – Francisco Brines, por El otoño de las rosas
- 1988 – Antonio Gamoneda, por Edad
- 1989 – Pere Gimferrer, por El vendaval
- 1990 – Carlos Bousoño, por Metáfora del desafuero
- 1991 – Luis Álvarez Piñer, por En resumen, 1927–1988
- 1992 – Basilio Fernández López, por Poemas 1927–1987
- 1993 – José Ángel Valente, por No amanece el cantor
- 1994 – Rafael Guillén, por Los estados transparentes
- 1995 – Luis García Montero, por Habitaciones separadas
- 1996 – Felipe Benítez Reyes, por Vidas improbables
- 1997 – Diego Jesús Jiménez, por Itinerario para náufragos
- 1998 – José Antonio Muñoz Rojas, por Objetos perdidos
- 1999 – José Hierro, por Cuaderno de Nueva York
- 2000 – Guillermo Carnero, por Verano inglés
- 2001 – José Ángel Valente, por Fragmentos de un libro futuro
- 2002 – Carlos Marzal, por Metales pesados
- 2003 – Julia Uceda, por En el viento, hacia el mar
- 2004 – Chantal Maillard, por Matar a Platón
- 2005 – José Corredor-Matheos, por El don de la ignorancia
- 2006 – José Manuel Caballero Bonald, por Manual de infractores
- 2007 – Olvido García Valdés, por Y todos estábamos vivos
- 2008 – Joan Margarit, por Casa de Misericordia[2]
- 2009 – Juan Carlos Mestre, por La casa roja[3]
- 2010 – José María Millares, por Cuadernos, 2000-2009
- 2011 – Francisca Aguirre, por Historia de una anatomía
- 2012 – Antonio Carvajal, por Un girasol flotante
- 2013 – Manuel Álvarez Torneiro, por Os ángulos da brasa (escrito en gallego)
- 2014 - Antonio Hernández Ramírez por Nueva York después de muerto[4]
- 2015 - Luis Alberto de Cuenca por Cuaderno de Vacaciones
- 2016 - Ángeles Mora por su obra Ficciones para una autobiografía (Bartleby Editores).[5]
- 2017 - Julio Martínez Mesanza por su obra Gloria.[6]
- 2018 - Antònia Vicens por su obra Tots els cavalls.
- 2019 - Pilar Pallarés por su obra Tempo fósil.
- 2020 - Olga Novo por su obra Feliz Idade..
- 2021 - Miren Agur Meabe por su obra Nola gorde errautsak kolkoan (Cómo guardar ceniza en el pecho).[7]
- 2022 - Aurora Luque por su obra Un número finito de veranos.
- 2023 - Yolanda Castaño por su obra Materia.
- 2024 - María Jesús Pato Díaz "Chus Pato" por su obra Sonora.